# Pierre Chanut

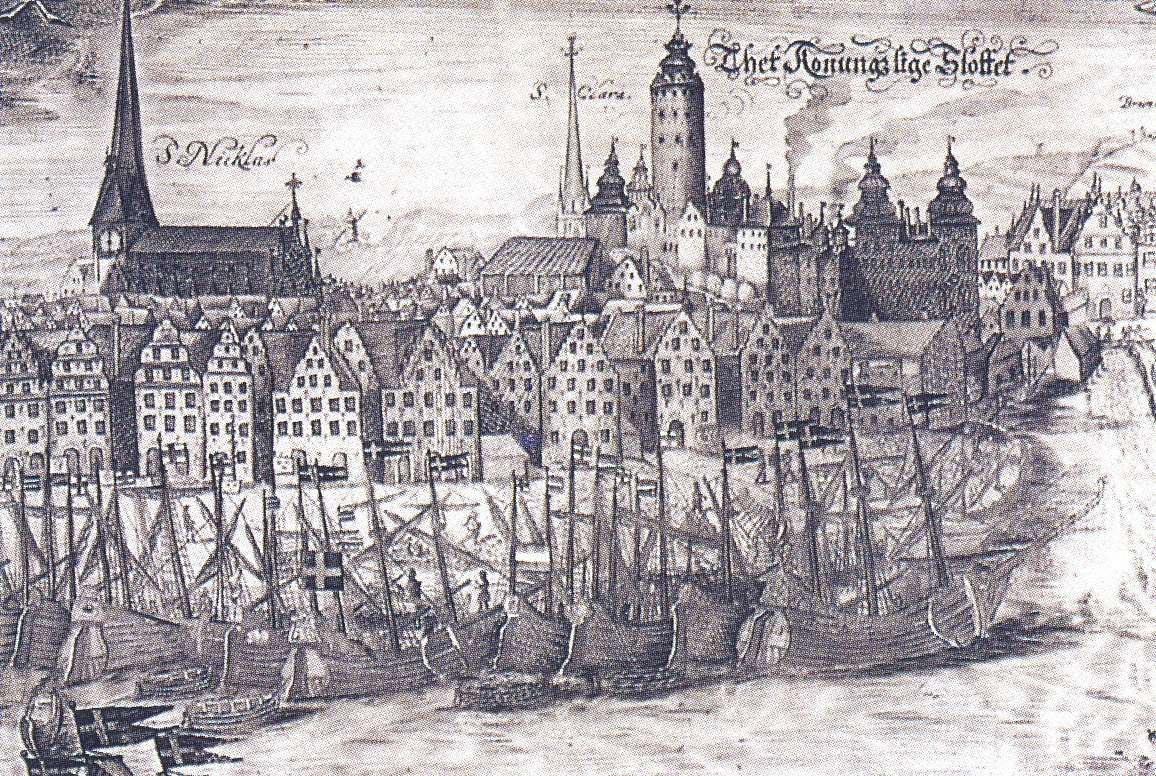
Het kasteel Tre Kronor in 1650 door Wolfgang Hartmann.

Pierre Hector Chanut (Riom, 22 februari 1601 - Livry-sur-Seine, 3 juli 1662) was een ambtenaar in Auvergne, een Franse ambassadeur in Zweden en de Nederlanden en staatsraad in Frankrijk.
In 1626 trouwde hij met Marguerite Clerselier en het paar kreeg acht kinderen. In 1641 werd hij benoemd tot staatsraad. Jules Mazarin benoemde hem als gezant en Chanut werkte tussen 1645-1649 aan het Zweedse hof. Met hem was meegereisd naar Zweden de ook uit Riom afkomstige Antoine de Courtin (1622-1685), wiens vader met hem bevriend was. Courtin werd benoemd tot secretaris ("sécretaire des commandements") van koningin Christina en bleef in Zweedse dienst tot de dood van koning Karel Gustaaf; later vertaalde en bewerkte Courtin De iure belli ac pacis van Hugo de Groot in het Frans. Chanut werd belast met een gezantschap naar Osnabrück, bij het onderhandelen over de Vrede van Westfalen. Chanut onderhield een briefwisseling met koningin Christina I van Zweden die hij met de Franse filosoof René Descartes in contact bracht. Descartes stierf na enkele maanden aan een longontsteking in het huis van Chanut op Gamla Stan, dat 400 meter van het paleis was gelegen.
In 1651 vertrok Chanut naar Lübeck, waar hij bemiddelde tussen Zweden en Polen. Dit overleg mislukte en in 1653 hij kwam terug naar Stockholm. Hij nodigde waarschijnlijk Pierre Bourdelot en Gabriel Naudé uit, maar vertrok kort daarna naar de Republiek, waar hij ambassadeur was tot 1655. Terug in Parijs werd hij opnieuw staatsraad. Na zijn dood erfde zijn vriend en zwager Claude Clerselier, een uitgever, alle manuscripten van Descartes en publiceerde ze. Zijn Mémoires et Négociations werden postuum gepubliceerd (1676).